# فارباوتی (قمر)

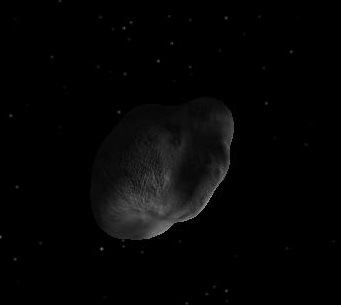
زحل XL

فارباوتی (به انگلیسی: Farbauti) که با نام زحل XL هم خوانده می‌شود (نام موقت اس /۲۰۰۴ اس ۹)، یک قمر طبیعی زحل است؛ که در چهارم ماه مه ۲۰۰۵ توسط اسکات اس. شپرد، دیوید سی.جویت، جن کلینه و برایان جی.مارسدن براساس مشاهداتی که بین ۱۲ دسامبر ۲۰۰۴ و ۹ مارس ۲۰۰۵ صورت گرفته بود کشف شد.
فارباوتی حدود ۵ کیلومتر قطر دارد. متوسط مدارش ۲۰٬۲۹۱ مگامتر است و دوره آن ۱۰۷۹٫۰۹۹ روز بوده و انحراف آن ۱۵۸° درجه نسبت به دائرةالبروج و (۱۳۱ درجه نسبت به استوای زحل) است. خروج از مرکز مدار این قمر ۰٫۲۰۹ است.
نام این قمر از نام فارباوتی، غول توفان پدر لوکی از اساطیر اسکاندیناوی گرفته شده است.